# 井儿沟乡
井儿沟乡，是中华人民共和国河北省张家口阳原县下辖的一个乡镇级行政单位。

## 行政区划
井儿沟乡下辖以下地区：
井儿沟村、八马坊村、西辛庄村、周伸地村、乱子沟村、陶家窑村、苇子水村、牛坊沟村、棘针沟村、胡家台村、常家庄村、团豆沟村、上八角村、下八角村和窨子沟村。